# قاي كوتيه
قاي كوتيه هو سياسي كندي، ولد في 30 ديسمبر 1965 في مدينة كيبك في كندا. نشط حزبياً في الكتلة الكيبيكية. وقد انتخب عضو مجلس العموم الكندي عن دائرة بورتنوف جاك كارتييه ‏ وقد انضم خلال فترته النيابية ‏ للكتلة البرلمانية الكتلة الكيبيكية.